# 伊斯蘭園林

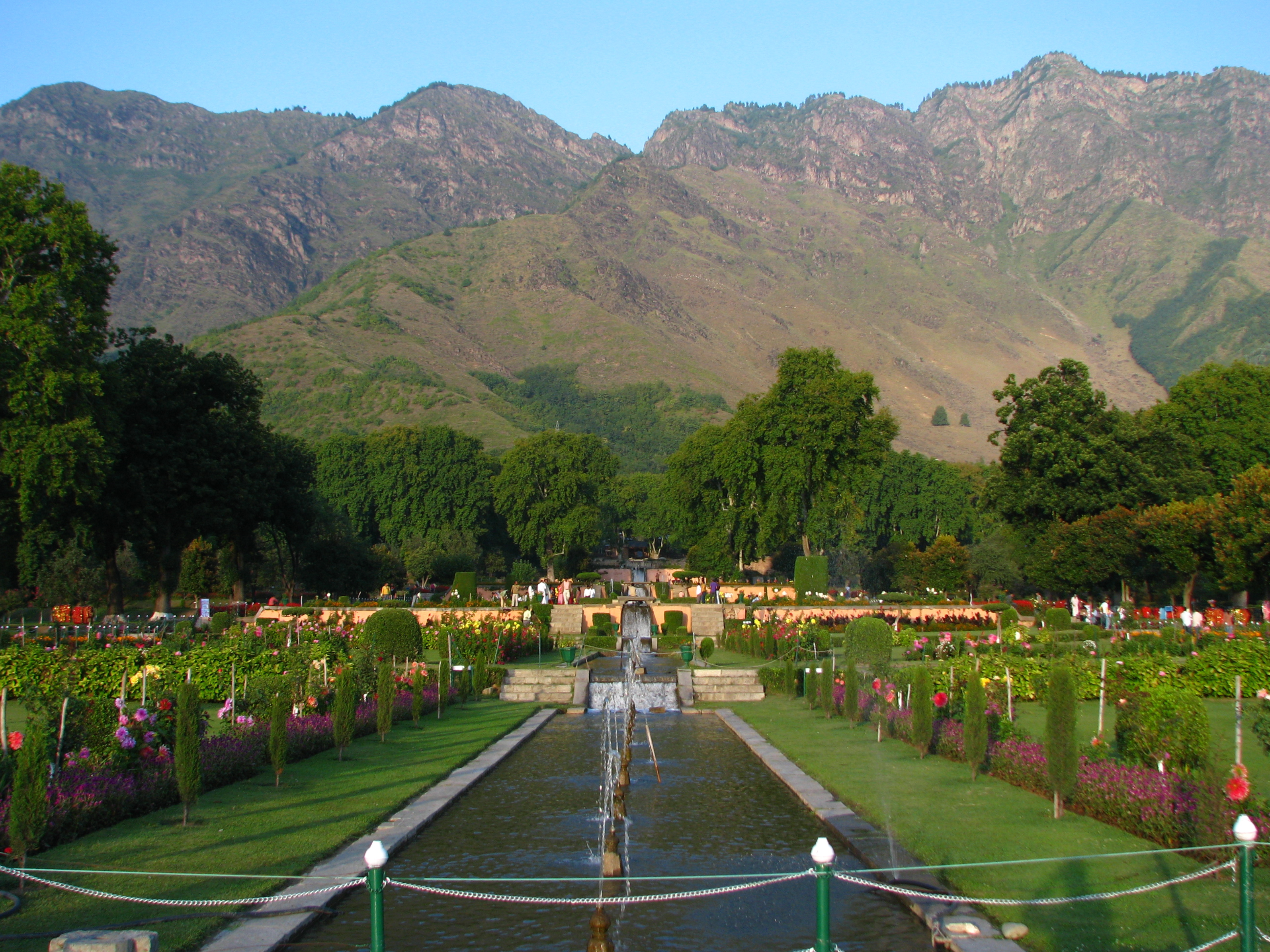
位於克什米爾山谷的歡喜花園是一座莫臥兒花園

伊斯蘭園林是一種規劃十分整齊的園林，常用來象征天堂。一般會以林蔭路為中軸線，分為四個部分，以象征宇宙，其兩側布有封閉式建築和灌溉設施。
伊斯蘭園林的類型有很多，世界各地的伊斯蘭園林也不盡相同。著名的伊斯蘭園林有印度的泰姬陵和西班牙的赫內拉利費宮和阿爾罕布拉宮。西班牙的伊斯蘭園林又稱為摩爾式園林。

## 類型

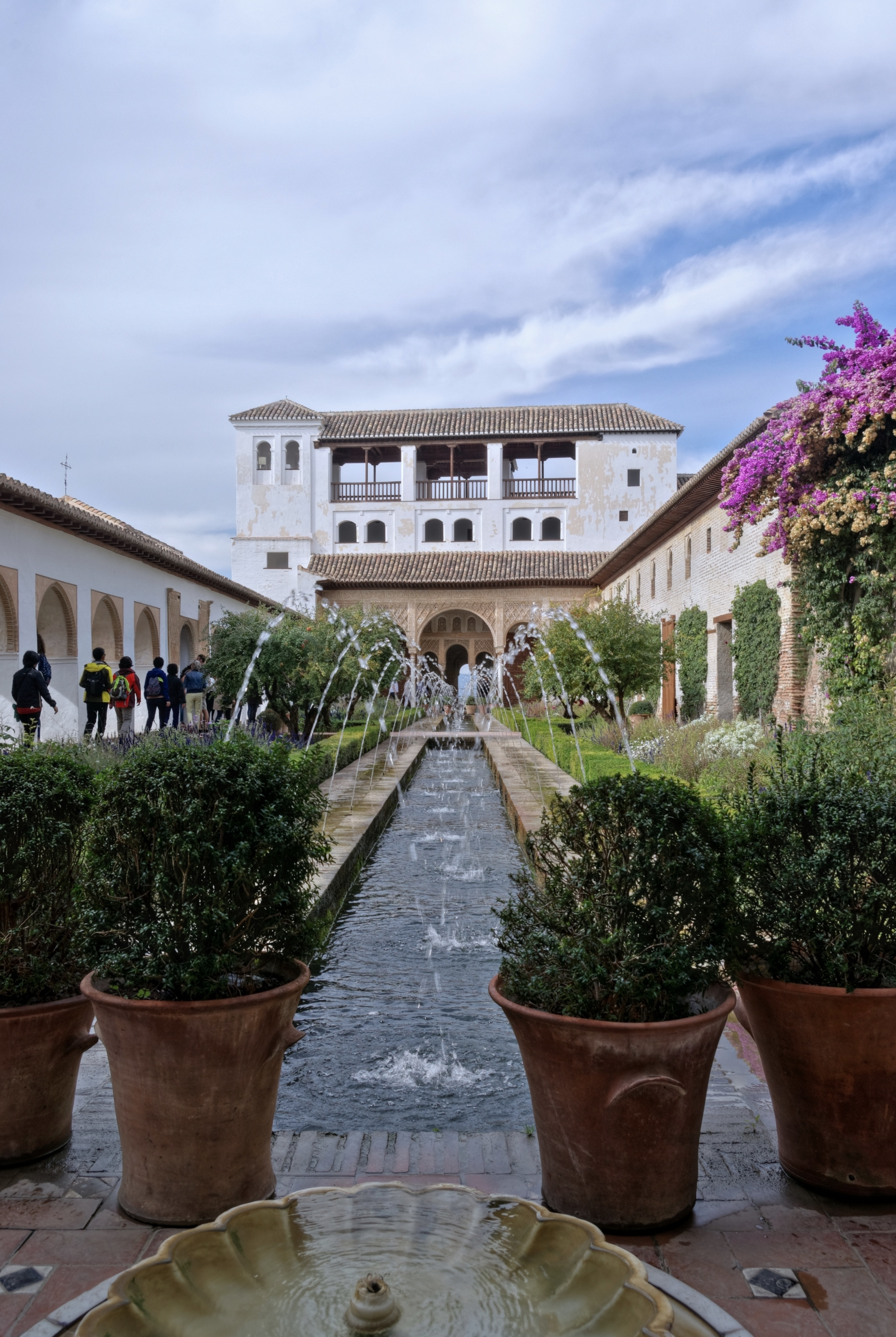
赫內拉利費宮的水渠中庭（Patio de la Acequia）

因為中東和印度次大陸等普遍信仰伊斯蘭教的地區氣候炎熱，伊斯蘭園林中會引入活水來降溫，同時又可以灌溉植物、調節濕度并形成景觀。伊斯蘭園林中的水景包括噴泉、水池和水渠等。波斯的“天堂花園”周圍砌以高墻，以一個水池為中心，四條水道由此延伸出去，將庭院分割為四部分，分出來的部分即是所謂的“夏巴”。泰姬陵即屬於此類型。
在西班牙的摩爾式園林中水的地位更加重要，噴泉等水景是園中最常見的景致。這些園林也會用交錯縱橫的水道來造景。而印度伊斯蘭園林最大的特征是很少使用高大和開花的植物。

## 擴展閱讀
- D. Fairchild Ruggles. Islamic Gardens and Landscapes. University of Pennsylvania Press, 2008.
- Lehrman, Jonas Benzion (1980). Earthly paradise: garden and courtyard in Islam （页面存档备份，存于）. University of California Press. ISBN 0520043634.

## 外部連結
- ICOMOS information on Islamic gardens in Iran （页面存档备份，存于）
- Archnet.org Islamic architecture community: digital library on agricultural and garden topics
- Islamic arts: Islamic gardens
- Chapter on Mughal Gardens from Dunbarton Oaks
- How to create an Islamic garden of your own （页面存档备份，存于）
- Petrucciloli, Rethinking the Islamic Garden（页面存档备份，存于）